# 新富車站
新富車站，位於台灣桃園市楊梅區富岡里，是臺灣鐵路公司縱貫線的鐵路車站，緊臨臺鐵富岡車輛基地。共設有兩個側式月臺，在開放一般客運之前，本站僅供員工通勤使用；2017年9月6日正式啟用後開放民眾乘車。

## 車站概要
本站為招呼站，僅停靠區間車（不含長編組）。指定由富岡車站管理。

## 車站構造

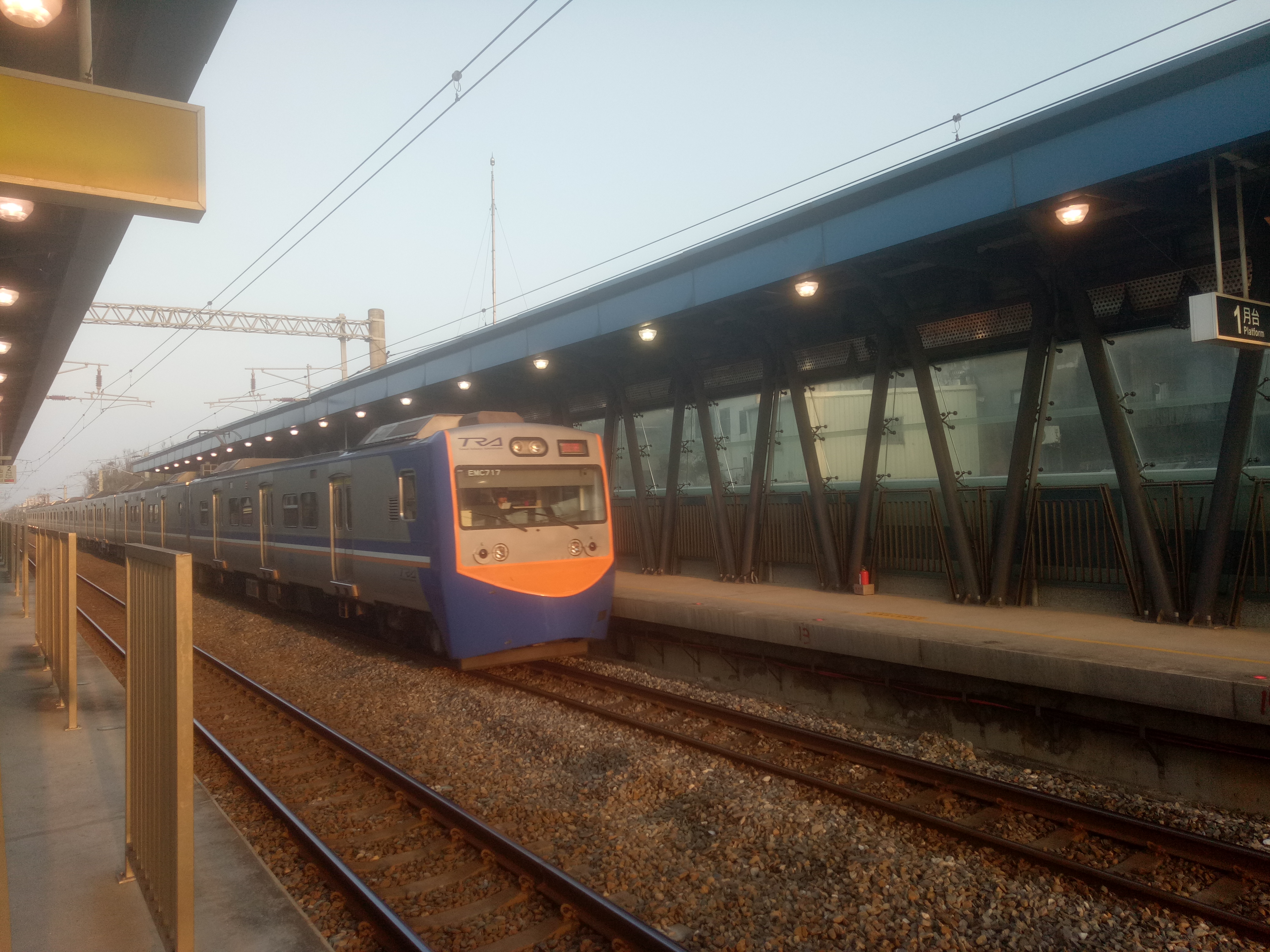
新富車站月台

### 月台
- 由於設站前僅規劃專供台鐵員工進出富岡基地之用，因此與基地同一側的第二月台較為狹窄，為安全起見在月台邊設有欄杆。
- 立柱式電子票證驗票機只有2台（進站/出站共用同一台），一台位於第1月台（南下）南端，一台位於地道內。

| 2 | 2 | █ 西部幹線（順行）     | 往 富岡、楊梅、中壢、板橋 方向 |
| 2 | 2 | █ 西部幹線（順行通過） | 不靠站通過                     |
| 1 | 1 | █ 西部幹線（逆行通過） | 不靠站通過                     |
| 1 | 1 | █ 西部幹線（逆行）     | 往 北湖、湖口、新竹、臺中 方向 |

## 歷史
2017年9月6日正式啟用。

## 利用狀況
根據2024年資料，本站每日旅運量約為729，在台鐵各站中排行第153名。
| 年   | 年間    | 年間    | 年間     | 日平均 | 日平均 | 來源   |
| 年   | 上車    | 下車    | 上下車計 | 上車   | 上下車 | 來源   |
| ---- | ------- | ------- | -------- | ------ | ------ | ------ |
| 2017 | 4,559   | 5,896   | 10,455   | 39     | 89     | [ 7 ]  |
| 2018 | 20,965  | 26,997  | 47,962   | 57     | 131    | [ 8 ]  |
| 2019 | 26,532  | 33,852  | 60,384   | 73     | 165    | [ 9 ]  |
| 2020 | 24,130  | 30,618  | 54,748   | 66     | 150    | [ 10 ] |
| 2021 | 20,760  | 25,281  | 46,041   | 57     | 126    | [ 11 ] |
| 2022 | 23,787  | 29,033  | 52,820   | 65     | 145    | [ 12 ] |
| 2023 | 80,260  | 85,657  | 165,917  | 220    | 455    | [ 13 ] |
| 2024 | 133,528 | 133,311 | 266,839  | 365    | 729    | [ 14 ] |

## 車站周邊
- 臺鐵富岡車輛基地

## 外部連結
- 國營臺灣鐵路股份有限公司 – 新富車站 （页面存档备份，存于）